# Cynocephalus volans
Cynocephalus volans é uma espécie de mamífero da família Cynocephalidae. É a única espécie descrita para o gênero Cynocephalus. Endêmico das Filipinas, pode ser encontrados nas ilhas de Basilan, Biliran, Bohol, Dinagat, Leyte, Maripi, Mindanao, Samar, Siargao e Tongquil.